# Hemidactylus garnotii
Espèce
Synonymes
- Hemidactylus peruvianus Wiegmann, 1834
- Doryura vulpecula Girard, 1857
- Doryura gaudama Theobald, 1868
- Hemidactylus mortoni Theobald, 1868
- Hemidactylus mandellianus Stoliczka, 1871
- Hemidactylus blanfordii Boulenger, 1885

Hemidactylus garnotii ou Hémidactyle indo-pacifique est une espèce de geckos de la famille des Gekkonidae.

## Répartition
Cette espèce se rencontre :
- en Inde, au Bangladesh, au Bhoutan, en Népal, en Birmanie, en Thaïlande, en Malaisie, en Indonésie, aux Philippines, en Chine et à Taïwan ;
- en Nouvelle-Guinée, en Nouvelle-Calédonie, au Vanuatu, aux Fidji, aux Tonga, aux Samoa, aux îles Cook et en Polynésie française ;

Elle a été introduite à Hawaï et en Floride aux États-Unis, aux Bahamas, au Costa Rica et en Nouvelle-Zélande.

## Description
Cette espèce est parthénogénétique, ce qui en fait un excellent colonisateur, à condition qu'il ne soit pas en concurrence avec une espèce sexuée comme le Tjictjac (Gecko asiatique Hemidactylus frenatus).

## Étymologie
Cette espèce est nommée en l'honneur de Prosper Garnot (1794–1838).

## Publication originale
- Duméril & Bibron, 1836 : Erpetologie Générale ou Histoire Naturelle Complete des Reptiles. Librairie Encyclopédique Roret, Paris, vol. 3, p. 1-517 (texte intégral).